# Lilla huset på prärien (TV-serie)
Lilla huset på prärien (engelska: Little House on the Prairie) är en amerikansk dramaserie från 1974–1983. Serien bygger till viss del på Laura Ingalls Wilders självbiografiska böcker med samma namn. TV-producenten och den verkställande chefen på NBC, Ed Friendly, lade märke till böckerna i början av 1970-talet. Han bad Michael Landon regissera pilotavsnittet, vilket Landon gick med på, under förutsättningen att han också fick spela Charles Ingalls. Huvudrollerna spelas av Landon, Melissa Gilbert och Karen Grassle. Pilotavsnittet är två timmar och sändes den 30 mars 1974. Serien hade sedan premiär på NBC den 11 september 1974 och det sista avsnittet sändes den 10 maj 1982. Under säsongen 1982–1983, lämnade Landon och Grassle serien och den bytte namn till Little House - A New Beginning. Serien hade svensk premiär i TV2 den 9 september 1979. Den har även exempelvis visats på TV4 och TV3 under 1990-talet, 2000-talet och 2020-talet.

## Handling
Även om serien är baserad på den självbiografiska bokserien Lilla huset på prärien, så skiljer sig många av karaktärerna och situationerna åt från de ursprungliga i böckerna. Många av huvudkaraktärerna är hämtade ur boken och har funnits, medan andra enbart är skapade för TV-serien.
Seriens mest centrala personer är familjen Ingalls, en jordbrukarfamilj som slår sig ner och lever på en gård i den lilla staden Walnut Grove i Minnesota, i den amerikanska mellanvästern under nybyggartiden, omkring 1870-talet och 1880-talet. Familjen består av pappa Charles, mamma Caroline och döttrarna Mary, Laura och Carrie Ingalls. I senare säsonger får de även dottern Grace samt adopterar ytterligare tre barn Albert, Cassandra och James.
Andra viktiga personer i serien inkluderar familjen Oleson; Nels, innehavare av stadens lanthandel, "Olesons Mercantile", hans hustru Harriet och deras två bortskämda barn Nellie och Willie, senare även deras adopterade dotter Nancy. Charles vän Isaiah Edwards, Grace Snider Edwards och deras tre adopterade barn, familjen Garvey med pappa Jonathan, mamma Alice och sonen Andy. Pastor Robert Alden, Lars Hanson, stadens grundare och ägare av dess sågverk och kvarn samt Dr. Hiram Baker, stadens läkare. I säsong fem möter Mary Ingalls en lärare som blir hennes make, Adam Kendall och under säsong sju gifter sig Laura med Almanzo Wilder.

## Om serien
I serien medverkade flera barn som var syskon i verkliga livet, Melissa och Jonathan Gilbert (Laura Ingalls och Willie Oleson), Lindsay och Sidney Greenbush (tvillingar som delar på rollen som Carrie Ingalls), bröderna Matthew Laborteaux och Patrick Labyorteaux (som spelar Albert Ingalls och Andrew Garvey), Brenda och Wendi Turnbaugh (tvillingar som spelar Grace Ingalls) samt Michele och Jennifer Steffin (det tredje medverkande tvillingparet i serien, som delar på rollen som Rose Wilder, Laura Ingalls Wilder och Almanzo Wilders dotter).
Michael Landon spelade Charles Ingalls och regisserade även merparten av avsnitten. Den nionde och sista säsongen bytte namn från Little House on the Prairie till Little House - A New Beginning för att markera att den nu främst handlade om Laura som vuxen och hennes familj. 
Melissa Gilbert är den som medverkat i flest avsnitt i serien, totalt 190 av de 204 avsnitten. Michael Landon medverkade i alla utom fyra avsnitt fram till och med säsong åtta, vartefter han endast medverkade som gästskådespelare.
En separat återblicksfilm gjordes 1979 - The Little House Years och även tre uppföljningsfilmer, dessa brukar visas som två dubbelavsnitt efter att serien visats: Little House: Look Back to Yesterday (1983), Little House: Bless All the Dear Children (1984) och Little House: The Last Farewell (1984). 

## Rollista i urval
- Michael Landon - Charles Ingalls
- Karen Grassle - Caroline Ingalls
- Melissa Gilbert - Laura Ingalls Wilder
- Melissa Sue Anderson - Mary Ingalls
- Lindsay Greenbush & Sidney Greenbush - Carrie Ingalls
- Matthew Laborteaux - Albert (Quinn) Ingalls
- Richard Bull - Nels Oleson
- Katherine MacGregor - Harriet Oleson
- Alison Arngrim - Nellie Oleson
- Jonathan Gilbert - Willie Oleson
- Victor French - Isaiah Edwards
- Bonnie Bartlett - Grace Snider Edwards
- Kevin Hagen - Dr. Hiram Baker
- Dabbs Greer - Pastor Robert Alden
- Charlotte Stewart - Eva Beadle Simms
- Karl Swenson - Lars Hanson
- Radames Pera - John (Sanderson, Jr.) Edwards
- Brian Part - Carl (Sanderson) Edwards
- Kyle Richards - Alicia (Sanderson) Edwards
- Merlin Olsen - Jonathan Garvey
- Hersha Parady - Alice Garvey
- Patrick Labyorteaux - Andrew "Andy" Garvey
- Linwood Boomer - Adam Kendall
- Ketty Lester - Hester-Sue Terhune
- Brenda & Wendi Turnbaugh - Grace Ingalls
- Dean Butler - Almanzo Wilder
- Lucy Lee Flippin - Eliza Jane Wilder
- Allison Balson - Nancy Oleson
- Jason Bateman - James Cooper Ingalls
- Missy Francis - Cassandra Cooper Ingalls
- Steve Tracy - Percival Dalton
- Queenie Smith - Mrs. Amanda 'May' Whipple
- Ruth Foster - Mrs. Melinda Foster
- Shannen Doherty - Jenny Wilder
- Leslie Landon - Etta Plum
- Michele & Jennifer Steffin - Rose Wilder
- Stan Ivar - John Carter
- Pamela Roylance - Sarah Carter
- Lindsay Kennedy - Jeb Carter
- Jason Friedman - Jason Carter

### Gästskådespelare i urval
Många skådespelare som var välkända då eller som blivit det senare gjorde gästroller i serien.

- E.J. André (7 avs. 1976-1982)
- Don "Red" Barry (6 avs. 1976-1979)
- Moses Gunn (5 avs. 1977-1981)
- Leon Charles (5 avs. säsong 5)
- Dub Taylor (4 avs. 1980-1981)
- Hermione Baddeley (3 avs. 1977-1979)
- Billy Barty (2 avs. 1979-1982)
- Mitch Vogel (avs. 1.5/23)
- Dirk Blocker (avs. 1.9)
- Sean Penn (avs. 1.11/21, ej. kred.)
- Ernest Borgnine (avs. 1.13/14)
- Anne Archer (avs. 1.17)
- Red Buttons (avs. 1.19)
- Harris Yulin (avs. 1.20)
- Ted Gehring (5 avs. 1.21-3.1)
- Patricia Neal (avs. 2.7/8)
- Richard Basehart (avs. 2.17)
- Louis Gossett Jr. (avs. 2.18)
- Mariette Hartley (avs. 2.19)
- Theodore Bikel (avs. 2.20)
- Richard Mulligan (avs. 2.21)
- Johnny Cash & June Carter Cash (avs. 3.1)
- Walter Brooke (avs. 3.3/9.7)
- John Ireland (avs. 3.4/5.3)
- Burl Ives (avs. 3.10)
- Richard Farnsworth (avs. 3.13)
- George Murdock (avs. 3.15)
- Willie Aames (avs. 3.15)
- Todd Bridges (avs. 3.18)
- Don Pedro Colley (avs. 3.18)
- Katy Kurtzman (avs. 3.19/4.16)
- Gil Gerard (avs. 4.4)
- Michael Conrad (avs. 4.8)
- Ray Bolger (avs. 5.5/5.17)
- John Bleifer (avs. 5.15)
- Ken Berry (avs. 6.5)
- Leo Gordon (avs. 6.9)
- Ray Walston (avs. 6.9)
- James Cromwell (avs. 7.1/2)
- Madeleine Stowe (avs. 7.6)
- Don Marshall (avs. 8.4)
- M. Emmet Walsh (avs. 8.8)
- Lew Ayres (avs. 9.3)
- Charles Lane (avs. 9.3)
- Robert Loggia (avs. 9.4)
- Ralph Bellamy (avs. 9.12)
- Vera Miles (avs. 9.19)
- Eric Christmas (avs. 9.19)